# Richard Attenborough

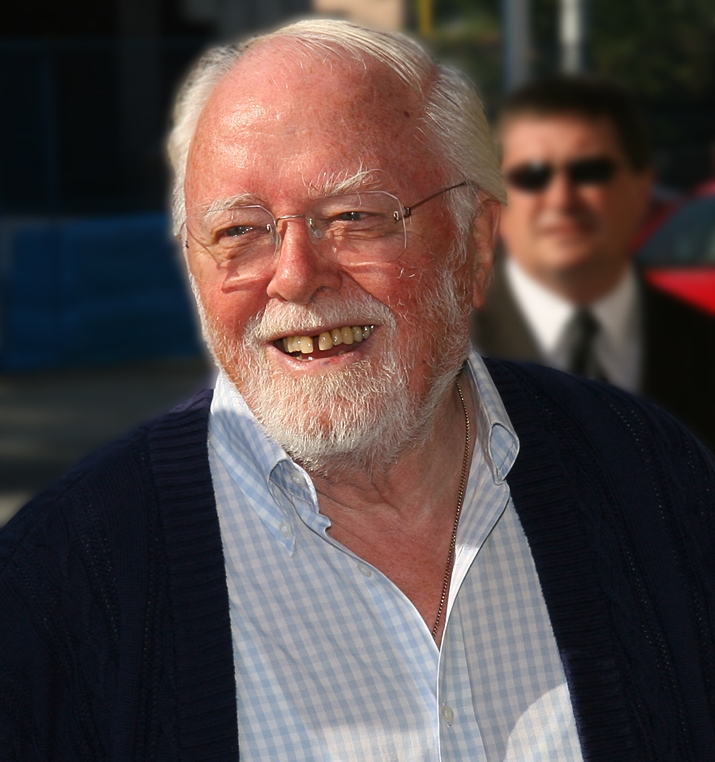
Richard Attenborough, Baron Attenborough, auf dem Toronto International Film Festival (2007)

Richard Samuel Attenborough, Baron Attenborough Kt CBE (* 29. August 1923 in Cambridge, England; † 24. August 2014 in London) war ein britischer Schauspieler und Regisseur. Er gewann mehrfach den „Oscar“ und Golden-Globe. Der Tierfilmer und Naturforscher Sir David Attenborough ist sein jüngerer Bruder.

## Leben
Attenborough wuchs als Sohn einer sozial sehr engagierten Mutter auf; sein Vater Frederick Attenborough leitete später die University of Leicester. Ab 1939 lebten Curt Bejachs Töchter Helga und Irene bei der Familie. Die Mädchen waren mit dem Kindertransport zur Zeit des Nationalsozialismus aus Deutschland entkommen und wurden später von Attenboroughs Eltern adoptiert.
Im Alter von 17 Jahren ging Richard nach London und besuchte dort die Royal Academy of Dramatic Art. Sein Debüt gab er 1942 am West End Theatre. Im selben Jahr wirkte er außerdem in einer kleineren Rolle in dem Film In Which We Serve mit.
Nach einer anfänglichen Pilotenausbildung bei der Royal Air Force wurde er zur neu gegründeten Royal Air Force Film Production Unit in den Pinewood Studios abkommandiert. Als Sergeant flog er bei mehreren Einsätzen über Europa mit und filmte aus der Position des Heckschützen, um die Ergebnisse von Einsätzen des RAF Bomber Commands zu dokumentieren.
Nach dem Zweiten Weltkrieg wandte sich Attenborough wieder der Schauspielerei zu. Den Durchbruch schaffte er mit der Rolle des psychopathischen Jung-Gangsters Pinkie Brown aus Graham Greenes Roman Brighton Rock, eine Rolle, die er sowohl am Londoner West End als auch in der gleichnamigen Verfilmung von 1947 verkörperte. Im Jahr 1959 gründete er mit Bryan Forbes die Produktionsfirma Beaver Films. Insgesamt drehte er in den 1940er- und 1950er-Jahren rund 30 Filme. Der große Durchbruch gelang ihm als Schauspieler jedoch erst 1963 mit dem Klassiker Gesprengte Ketten, in dem er neben Steve McQueen, Charles Bronson, James Coburn und James Garner zu sehen war.
Ab Ende der 1960er-Jahre war Attenborough verstärkt auch als Regisseur und Produzent tätig. Seinen größten Erfolg hinter der Kamera hatte er 1982 mit Gandhi, der acht Oscars (u. a. Beste Regie und Bester Film) sowie zahlreiche andere Preise erhielt. Attenborough hatte 20 Jahre um die Finanzierung gekämpft. Im Jahr 1993 war Attenborough erstmals seit 1979 wieder als Schauspieler tätig. Steven Spielberg besetzte ihn in Jurassic Park und erfüllte sich damit „einen lebenslangen Traum“.
Attenborough war zudem in zahlreichen Ämtern tätig und saß unter anderem in den Vorständen des Fernsehsenders Channel 4, der Royal Academy of Dramatic Art, deren Präsident er von 2004 bis zu seinem Tod war, des British Film Institute und der British Academy of Screen and Television Arts. Seit 1997 war er Präsident der National Film and Television School und Dozent der Universität von Oxford. Seine zahlreichen Vorstandsposten brachten ihm den Spitznamen „Chairman of London“ ein.
Nach einem Sturz Ende 2008 in seinem Haus in London verschlechterte sich Attenboroughs gesundheitliche Verfassung zunehmend. Er starb im August 2014, wenige Tage vor seinem 91. Geburtstag, in London. Er hinterließ seine Ehefrau, die Schauspielerin Sheila Sim (1922–2016). Sie hatten 1945 geheiratet und drei gemeinsame Kinder: Michael, Charlotte und Jane. Gemeinsam mit seiner Frau stand Attenborough als Sergeant Trotter in den ersten Londoner Aufführungen von Agatha Christies Die Mausefalle auf der Bühne. Der gemeinsame Sohn Michael Attenborough ist Theaterregisseur und war von 2002 bis 2013 Leiter des Londoner Almeida Theatre. Er ist mit der Schauspielerin Karen Lewis verheiratet und Vater zweier Söhne. Tochter Charlotte ist ebenfalls Schauspielerin. Jane (* 1955) kam bei dem Tsunami in Südasien 2004 gemeinsam mit ihrer Schwiegermutter und ihrer 1989 geborenen Tochter Lucy ums Leben. Ihre anderen beiden Kinder, der Schauspieler Samuel Holland und eine weitere Enkeltochter Richard Attenboroughs überlebten das Unglück.
Zu den deutschen Synchronstimmen Attenboroughs zählen Friedrich W. Bauschulte (in den neueren Filmen, so unter anderem in den ersten beiden Teilen von Jurassic Park), Michael Chevalier, Paul Klinger und Joachim Nottke.

## Auszeichnungen

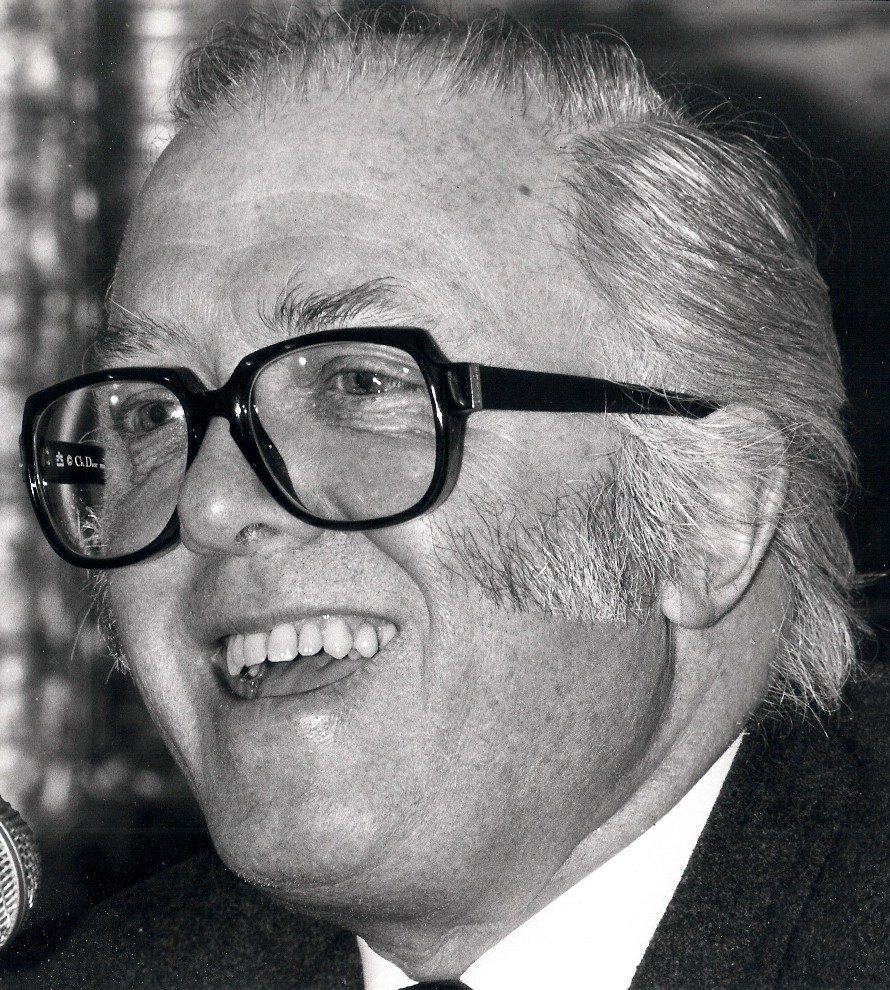
Sir Richard Attenborough (1983)

Seine Beliebtheit und sein hohes Ansehen in der Öffentlichkeit nutzte Attenborough, um sich für die Schwachen und Benachteiligten in der Welt starkzumachen. Für sein Engagement erhielt er 1983 den Martin-Luther-King-Friedenspreis. Im Laufe der Zeit wurden ihm zahlreiche weitere Ehrentitel zugesprochen. So war er unter anderem UNICEF-Botschafter, Ehrenbürger der Stadt Leicester, Ehrendoktor und Kanzler der Universität von Sussex, Kommandeur des Ordre des Arts et des Lettres, Ritter der Ehrenlegion und Träger des Padma-Bhushan-Ordens.
Im Jahr 1967 wurde er Commander of the Order of the British Empire (CBE), 1976 schlug ihn Königin Elisabeth II. zum Knight Bachelor, womit die Anrede „Sir“ einherging. Am 30. Juli 1993 erfolgte aus Anlass seines 70. Geburtstages seine Erhebung zum Life Peer mit dem Titel Baron Attenborough, of Richmond upon Thames in the London Borough of Richmond upon Thames. Den mit dem Titel verbundenen Sitz im House of Lords nahm er auf Seiten der Labour Party ein.
Richard Attenborough bekam 1992 den Shakespeare-Preis der Alfred Toepfer Stiftung F. V. S. und 1998 den japanischen Kulturpreis Praemium Imperiale verliehen.

### Filmpreise und Würdigungen (Auswahl)
- 1961: Nominierung für den British Film Academy Award in der Kategorie Bester britischer Schauspieler für Zorniges Schweigen
- 1963: Nominierung für den British Film Academy Award in der Kategorie Bester britischer Schauspieler für Der große Knüller
- 1965: British Film Academy Award in der Kategorie Bester britischer Schauspieler für Schüsse in Batasi
- 1965: British Film Academy Award in der Kategorie Bester britischer Schauspieler für An einem trüben Nachmittag
- 1967: Golden Globe Award in der Kategorie Bester männlicher Nebendarsteller für Kanonenboot am Yangtse-Kiang
- 1968: Golden Globe Award in der Kategorie Bester männlicher Nebendarsteller für Doktor Dolittle
- 1983: Golden Globe Award für die beste Regie für Gandhi
- 1983: Directors Guild of America Award gemeinsam mit David Tomblin für die beste Spielfilmregie für Gandhi
- 1983: Oscar für die beste Regie und als Produzent in der Kategorie Bester Film für Gandhi
- 1983: BAFTA Award in den Kategorien bester Film und beste Regie für Gandhi sowie Academy Fellowship
- 1988: Berlinale Kamera
- 1988: Europäischer Filmpreis für sein Lebenswerk
- 1994: BAFTA Award in der Kategorie bester britischer Film für Shadowlands
- 2000: Ehrenpreis für sein Lebenswerk auf dem Internationalen Filmfestival von Chicago

## Filmografie (Auswahl)

### Als Schauspieler
- 1942: In Which We Serve
- 1946: Irrtum im Jenseits (A Matter of Life and Death)
- 1947: Brighton Rock
- 1948: The Guinea Pig – Regie: Roy Boulting
- 1951: Der wunderbare Flimmerkasten (The Magic Box)
- 1955: Der beste Mann beim Militär (Private’s Progress)
- 1956: Das Baby auf dem Schlachtschiff (The Baby and the Battleship)
- 1958: Die schwarzen Teufel von El Alamein (Sea of Sand)
- 1958: Junger Mann aus gutem Hause (I’m All Right, Jack) – Regie: John Boulting
- 1958: Schrei im Morgengrauen (The Man Upstairs) – Regie: Don Chaffey
- 1958: Dünkirchen (Dunkirk)
- 1959: Verrat in Camp 127 (Danger Within) – Regie: Don Chaffey
- 1959: Die Herren Einbrecher geben sich die Ehre (The League of Gentlemen)
- 1959: Dicke Luft und heiße Liebe (S.O.S. Pacific)
- 1959: Zorniges Schweigen (The Angry Silence) – Regie: Guy Green
- 1961: Lieben kann man nur zu zweit (Only Two Can Play)
- 1963: Gesprengte Ketten (The Great Escape)
- 1964: An einem trüben Nachmittag (Seance on a Wet Afternoon)
- 1964: Schüsse in Batasi (Guns at Batasi)
- 1965: Der Flug des Phoenix (The Flight of the Phoenix)
- 1966: Kanonenboot am Yangtse-Kiang (The Sand Pebbles)
- 1967: Doktor Dolittle (Doctor Dolittle)
- 1968: Nur über eine Leiche (Only When I Larf) – Regie: Basil Dearden
- 1968: Hausfreunde sind auch Menschen (The Bliss of Mrs. Blossom)
- 1969: The Magic Christian (The Magic Christian)
- 1970: Die größten Gauner weit und breit (Loot) – Regie: Silvio Narizzano
- 1970: Traue keinem Hausfreund (A Severed Head) – Regie: Dick Clement
- 1971: John Christie, der Frauenwürger von London (10 Rillington Place)
- 1974: Ein Unbekannter rechnet ab (And Then There Were None)
- 1975: Unternehmen Rosebud (Rosebud)
- 1975: Brannigan – Ein Mann aus Stahl (Brannigan)
- 1975: Die Schande des Regiments – Regie: Michael Anderson
- 1977: Die Schachspieler (Shatranj ke khilari)
- 1979: Der menschliche Faktor (The Human Factor)
- 1993: Jurassic Park
- 1994: Das Wunder von Manhattan (Miracle on 34th Street)
- 1996: Hamlet
- 1997: Vergessene Welt: Jurassic Park (The Lost World: Jurassic Park)
- 1998: Elizabeth
- 1999: Joseph and the Amazing Technicolor Dreamcoat
- 2001: Jagd auf den Schatz der Riesen (Jack and the Beanstalk: The Real Story) (Fernsehfilm)

### Als Regisseur
- 1969: Oh! What a Lovely War
- 1972: Der junge Löwe (Young Winston)
- 1977: Die Brücke von Arnheim (A Bridge Too Far)
- 1978: Magic – Eine unheimliche Liebesgeschichte (Magic)
- 1982: Gandhi
- 1985: A Chorus Line
- 1987: Schrei nach Freiheit (Cry Freedom)
- 1992: Chaplin
- 1993: Shadowlands
- 1996: In Love and War
- 1999: Grey Owl
- 2007: Closing the Ring – Geheimnis der Vergangenheit (Closing the Ring)

### Als Produzent
- 1960: Zorniges Schweigen (The Angry Silence)
- 1961: In den Wind gepfiffen, auch: ...woher der Wind weht (Whistle Down the Wind)
- 1962: Das indiskrete Zimmer (The L-Shaped Room)
- 1964: An einem trüben Nachmittag (Séance on a Wet Afternoon)
- 1969: Oh! What a Lovely War
- 1982: Gandhi
- 1987: Schrei nach Freiheit (Cry Freedom)
- 1992: Chaplin
- 1993: Shadowlands
- 1996: In Love and War
- 1999: Grey Owl
- 2007: Closing the Ring – Geheimnis der Vergangenheit (Closing the Ring)